# Edward Norton
Edward Harrison Norton mlajši, ameriški filmski igralec, producent in režiser, * 18. avgust 1969, Boston, Massachusetts, ZDA.
Norton je odraščal v mestu Columbia v Marylandu. Njegova mati, učiteljica angleščine, je umrla zaradimožganskega tumorja leta 1997. Njegov oče Edward Starejši je odvetnik in nekdanji zvezni tožilec pod administracijo predsednika Carterja in sedaj dela za organizacijo National Trust for Historic Preservation. Je pravnuk razvijalca nepremičnin Jamesa Rouseja.
Leta 1985 je končal Gimnazijo Wilde Lake. Na Univerzi Yale je leta 1991 diplomiral iz zgodovine.

## Filmografija
- The Bourne Legacy (2012) - Byer
- Moonrise Kingdom (2012) - Ward
- Stone (2010) - Gerald »Stone« Creeson
- Motherless Brooklyn (2010) - Lionel Essrog (tudi scenarist, režiser in producent; projekt stoji)
- The Invention of Lying (2009) - še ni znano
- Leaves of Grass (2009) - Bill Kincaid
- Neverjetni Hulk (The Incredible Hulk) (2008) - Bruce Banner/Hulk
- Čast in slava  (Pride And Glory) (2008) - Ray Tierney
- Pisani pajčolan (The Painted Veil) (2006) - Walter Fane (tudi producent)
- Iluzionist (The Illusionist) (2006) - Eisenheim
- V dolini (Down in the Valley) (2005) - Harlan (tudi producent)
- Nebeško kraljestvo (Kingdom of Heaven) (2005) - jeruzalemski kralj Baldvin IV.
- Italijanska misija (The Italian Job) (2003) - Steve
- Poslednja noč (25th Hour) (2002) - Monty Brogan (tudi producent)
- Rdeči zmaj (Red Dragon) (2002) - Will Graham
- Frida (Frida) (2002) - Nelson Rockefeller
- Umri, Smoochy (Death to Smoochy) (2002) - Sheldon Mopes/Smoochy the Rhino
- Obračun (The Score) (2001) - Jack Teller
- Catch Her In the Eye (2001) - J.D. Caulfield
- Jake, Brian in Anna (Keeping the Faith) (2000) - Father Brian Finn (tudi režiser/producent)
- Klub golih pesti (Fight Club) (1999) - Jack
- Generacija X (American History X) (1998) - Derek Vinyard
- Kvartopirci (Rounders) (1998) - Lester 'Worm' Murphy
- Vsi pravijo ljubim te (Everyone Says I Love You) (1996) - Holden Spence
- Ljudstvo proti Larryju Flyntu (The People vs. Larry Flynt) (1996) - Alan Isaacman
- Izvirni strah (Primal Fear) (1996) - Aaron Stampler

## Nagrade in nominacije
1996 - Izvirni strah - nominacija za oskarja, bafto in nagrado saturn, vse za najboljšega stranskega igralca. Zlati globus za najboljšega stranskega igralca, nagrada bostonskega, floridskega, losangeleškega in kansaškega združenja filmskih kritikov za najboljšega stranskega igralca.

1998 - Generacija X - nominacija za oskarja in saturna za najboljšega igralca v glavni vlogi.